# Monniera trifolia
Monniera trifolia là một loài thực vật có hoa trong họ Cửu lý hương. Loài này được Loefl. mô tả khoa học đầu tiên năm 1758.